# Осивица
Осивица је насељено мјесто у општини Теслић, Република Српска, БиХ. Према попису становништва из 2013. године, у насељу је живјело 617 становника.

## Географија
Састоји се од Горње и Доње Осивице (Бријежани). У Горњој Осивици углавном живе Срби, док су у Доњој Бошњаци.
Сеоска обљетина или масла,  тј.пољска молитва за родну годину је на Духовски уторак.

## Становништво
| Националност       | 1991.        | 1981.        | 1971.        | 1961. |
| Муслимани          | 667 (54,94%) | 647 (52,13%) | 563 (50,62%) | 501   |
| Срби               | 535 (44,06%) | 586 (47,21%) | 547 (49,19%) | 508   |
| Југословени        | 6 (0,49%)    | 2 (0,16%)    | 1 (0,09%)    | 1     |
| Хрвати             | 1 (0,08%)    | 1 (0,08%)    |              |       |
| остали и непознато | 5 (0,41%)    | 5 (0,40%)    | 1 (0,09%)    | 1     |
| Укупно             | 1.214        | 1.241        | 1.112        | 1.011 |

| Демографија | Демографија | Демографија |
| Година      | Становника  | Становника  |
| ----------- | ----------- | ----------- |
| 1961.       | 1.011       |             |
| 1971.       | 1.112       |             |
| 1981.       | 1.241       |             |
| 1991.       | 1.215       |             |
| 2013.       | 617         |             |